# Steigerwald
Der Steigerwald, benannt nach der ansteigenden großen Keuperplatte im Westen, ist ein Mittelgebirge im bayerisch-fränkischen Teil des Südwestdeutschen Stufenlandes. Mit einer Höhe von bis zu 498,5 m ü. NHN erhebt sich der Steigerwald grob zwischen den Städten Würzburg, Schweinfurt, Bamberg und Nürnberg. Er ist Teil des Keuperberglandes und wird nach Norden durch die Haßberge und nach Südosten durch die Frankenhöhe begrenzt.

## Geographie

### Lage und Abgrenzung
Der Steigerwald liegt am Schnittpunkt der Regierungsbezirke Unter-, Mittel- und Oberfranken, markiert durch den Dreifrankenstein. Er erstreckt sich zwischen den Städten Bamberg, Schweinfurt, Würzburg und Nürnberg. Im Norden bildet der Lauf des Mains die Begrenzung, im Nordosten die Regnitz. Die Aisch markiert die Grenze im Südosten, während im Südwesten eine Linie von Marktbreit über Uffenheim nach Bad Windsheim und im Westen der Main die Abgrenzung bilden. Das Gebiet verteilt sich auf sechs Landkreise in folgender Reihenfolge von Norden im Uhrzeigersinn: Haßberge, Bamberg, Erlangen-Höchstadt, Neustadt an der Aisch-Bad Windsheim, Kitzingen und Schweinfurt. Nördlich grenzen an den Steigerwald die Landschaften Haßberge sowie die Mainaue zwischen Schweinfurt und Bamberg. Östlich des Steigerwaldes befindet sich das Mittelfränkische Becken. Südöstlich grenzt das Südwestliche Mittelfränkische Becken an. Im Süden befinden sich sowohl die Frankenhöhe als auch die Windsheimer Bucht. Im Süden bzw. Südwesten grenzen das Steigerwaldvorland sowie das Ochsenfurter und Gollachgau an.

### Naturräumliche Gliederung
Der Steigerwald gliedert sich naturräumlich wie folgt:
- (zum Südwestdeutschen Stufenland)
  - (zu 11 Fränkisches Keuper-Lias-Land)
    - 115 Steigerwald (1115,2 km²)[3]
      - 115.0 Südlicher (Vorderer) Steigerwald
      - 115.1 Mittlerer Steigerwald
      - 115.2 Nördlicher Steigerwald

### Topographie

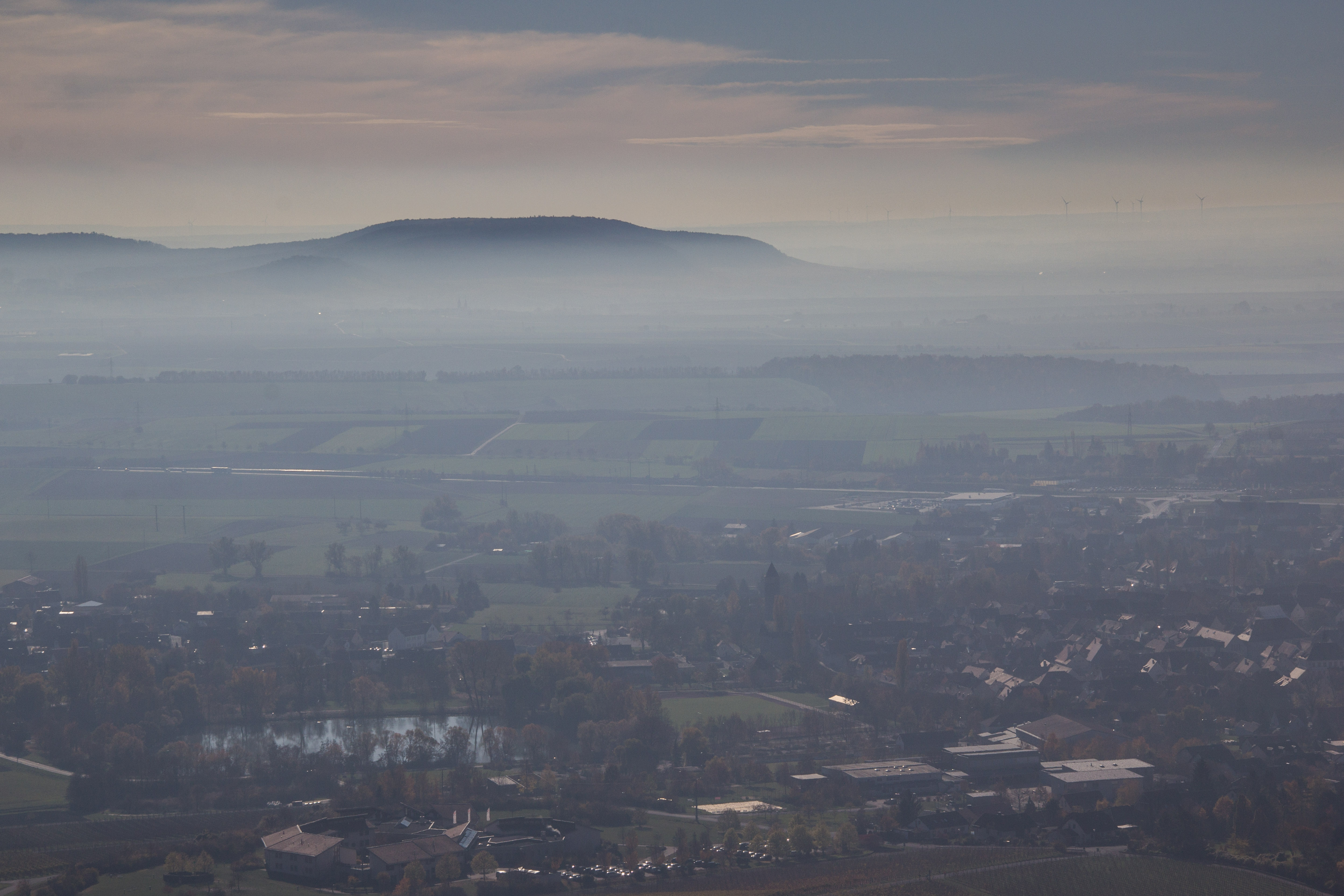
Steigerwaldtrauf am Schwanberg

Der hohe Steigerwald, welcher sich im westlichen Teil des Mittelgebirgszugs erstreckt, hebt sich deutlich vom vorgelagerten Steigerwaldvorland und dem Maintal ab. Das Relief des Scheinbergs zeigt über einen Radius von 12,50 km eine Erhebung von mehr als 300 Metern im Vergleich zur Mainebene. Dies führt dazu, dass der Steigerwald aus westlicher Richtung von weitem erkennbar ist. Von Schweinfurt aus betrachtet, sind viele markante Erhebungen sichtbar, darunter der Zabelstein, Stollberg, Rehhügel und der Schwanberg, Bullenheimer Berg sowie der Friedrichsberg. Nach Osten hin flacht der Steigerwald hingegen rasch ab und geht nahezu nahtlos in die angrenzenden Landschaften über. Im Süden hebt sich der Steigerwald ebenfalls deutlich von der Windsheimer Bucht ab, wodurch auch hier die Abgrenzung klar erkennbar ist. Markante Erhebungen im südlichen Teil des Steigerwaldes sind unter anderem der Hohe Landsberg, der Kappellenberg sowie der Bullenheimer Berg. Die Entstehung der nach Westen bzw. Nordwesten ausgerichteten Steilstufen sowie die intensive Zertalung wurden maßgeblich durch die geologischen Strukturen beeinflusst. Zusätzlich spielten Verwitterungsprozesse eine Rolle, die während des Tertiärs unter dem Einfluss eines tropischen Klimas sowie später im Pleistozän unter deutlich kühleren Klimabedingungen auftraten und für die Ausprägung der Steilstufen verantwortlich sind.

### Geologie

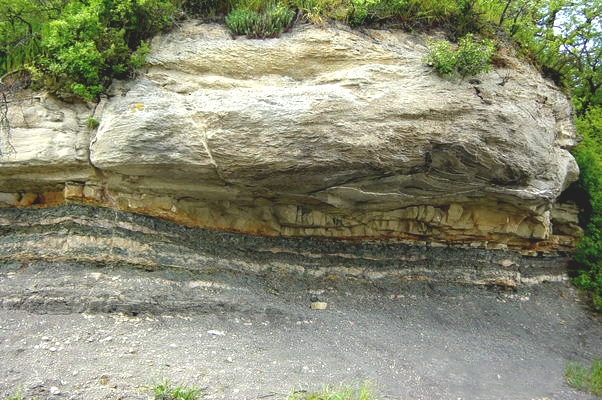
Ton- und Sandsteine des Keupers am Schwanberg (Aufschluss)

Die geologische Beschaffenheit des Steigerwalds wird vor allem von der Schichtabfolge des Keupers beeinflusst. Die Hangflächen bestehen vornehmlich aus Sandsteinkeuper, während die Täler und die Steigerwaldtrauf größtenteils aus Gipskeuper bestehen. Die Böden in dieser Region sind von mäßiger Nährstoffzusammensetzung und weisen abwechselnd sandige und tonig-mergelige Eigenschaften auf. In Richtung Osten, insbesondere entlang des Regnitztals, werden die Böden zunehmend magerer und sandiger. Ein geologisch bedeutsamer Aspekt ist die Formation des mittleren Keupers, auch als Gipskeuper bekannt. Diese Gesteinsformation zeigt eine vielfältige Struktur auf, wobei die einzelnen Schichten aufgrund ihrer Entstehungsbedingungen erheblich voneinander abweichen. Besonders bemerkenswert ist der Wechsel zwischen festen und weichen Sedimentgesteinen innerhalb dieser Formation. Charakteristisch ist der Übergang von einem flachen, wenig widerstandsfähigen Gestein mit Wasserrückhaltungsfähigkeiten (Stufensockel) zu einem steilen, wasserdurchlässigen und widerstandsfähigen Gestein (Stufenbildner). Während des Pleistozäns, vor etwa 2 Millionen Jahren, bildeten sich Flugsandablagerungen, die teilweise zu größeren Dünen anschwollen und dadurch morphologisch auffällig wurden. Diese Dünen befinden sich in der Nähe von Geiselwind. Des Weiteren ist die Region Namensgeberd für die Steigerwald-Formation, ein geologischer Begriff für eine spezielle Gesteinsschicht des Keupers, die in mehreren Bereichen Süddeutschland auftritt. Der Steigerwald findet seine geologische Fortsetzung im Keuperbergland, mit Hassbergen und Frankenhöhe.

### Orte
Im Steigerwald liegen unter anderem folgende Gemeinden und Städte: Burgebrach, Burghaslach, Castell, Ebrach, Geiselwind, Gutenstetten, Höchstadt an der Aisch, Lonnerstadt, Markt Bibart, Markt Nordheim, Markt Taschendorf, Oberaurach, Oberscheinfeld, Rauhenebrach, Scheinfeld, Schlüsselfeld, Sugenheim und Wachenroth. Einige Orte im Steigerwald liegen auf über 400 m ü. NHN Höhe; zu ihnen gehören in absteigender Folge Schwanberg (474 m ü. NHN), Friedrichsberg (465 m ü. NHN), Hof (448 m ü. NHN), Dürrnbuch (442 m ü. NHN), Seitenbuch (425 m ü. NHN), Neudorf bei Ebrach (421 m ü. NHN), Ilmenau (419 m ü. NHN), Thierberg (413 m ü. NHN), Großbirkach (412 m ü. NHN) und Buch (409 m ü. NHN).

### Flüsse
Die östlich bis südöstlich verlaufenden Flüsse im Steigerwald sind Überreste eines alten Entwässerungssystems, das ursprünglich zur Donau hin orientiert war. Diese Flussläufe begannen einst weiter im Westen, wurden jedoch im Zuge der Verschiebung des Stufenrands durch die voranschreitende rheinische Erosion geköpft. Dadurch entstanden breite Passmulden, in denen bevorzugt Durchgangswege angelegt wurden. Der Name Steigerwald leitet sich letztendlich von diesen Steigen ab. Wegen des traufartigen Steilabfalls der Westseite verlaufen die meisten größeren im Steigerwald entspringenden Fließgewässer in östlicher bis südöstlicher Richtung. Sie fließen in der Regel nicht direkt dem Main im Nordosten zu, sondern entweder der zum Main laufenden Regnitz im Osten oder der Aisch, die den Steigerwald im Südosten flankiert, eine natürliche Trennlinie zur Frankenhöhe bildet und dann die Regnitz speist. Ebenfalls in die Regnitz münden die Steigerwald-Gewässer Rauhe Ebrach, Reiche Ebrach und Aurach. Im Süden fließt mit dem Ehebach ein ebenfalls recht großer Bach zur Aisch.
Die westlich des Hauptkamms entspringenden Flüsse verlassen den Steigerwald meist schon nach kurzer Fließstrecke und fließen dem Main im Bereich des östlichen Maindreiecks zu.

### Berge
Die höchste Berg des Steigerwaldes ist mit 498,5 m ü. NHN der Scheinberg. Weitere bedeutende Berge sind z. B. der Euerberg, der zeitgleich auch die höchste Erhebung des Nordsteigerwaldes ist. Des Weiteren befinden sich im Steigerwald z. B. noch der Stollberg, Friedrichsberg, Schwanberg, Rehhügel, Hohe Landsberg und Zeugenberge wie der Bullenheimer Berg.

## Namen und Geschichte
Laut dem Biologen Winfried Potrykus (1935–2014) leitet sich der Name „Steigerwald“ wahrscheinlich von „Steigirwald“ ab, was auf eine ansteigende Höhe oder einen Wald in einer erhöhten, aber schwer zugänglichen Region hinweist. Dieser Name tauchte erstmals im Jahr 1151 auf einer Urkunde von König Konrad III. auf und bezieht sich auf einen Wald, der in Richtung Oberschwarzach an das Kloster Ebrach angrenzt. Es wird angenommen, dass damit der nordwestlich an das Kloster Ebrach angrenzende Höhenwald gemeint ist. Die fränkische Besiedlung im 6. bis 10. Jahrhundert erreichte nur teilweise den eigentlichen Steigerwald. Erste Ansiedlungen entstanden entlang der Gewässer, z. B. in Eltmann. Die eigentliche Besiedlung des Steigerwaldes erfolgte später im Hochmittelalter durch den Ausbau bestehender Weiler und Siedlungen, vor allem entlang der Gewässer. Das Zisterzienserkloster Ebrach, das dem Bistum Würzburg angehörte, spielte eine wichtige Rolle bei der Erschließung des Gebiets. In späteren Zeiten wechselten die Besitzverhältnisse oft, wobei die Hochstifte Bamberg und Würzburg im Norden die größten Gebietsanteile besaßen. Der Süden wurde von den Markgrafen von Brandenburg-Bayreuth dominiert. Auch Adelsfamilien wie die Grafen von Schlüsselfeld, von Schwarzenberg und zu Castell hatten bedeutende Besitzungen, was heute noch durch zahlreiche erhaltene Schlösser, Burgen und Ruinen wie Breitenlohe, Ullstadt, Burgpreppach und Lisberg sichtbar ist.
Um 1000 gehörte der größte Teil des Steigerwaldes zum Folcfelt (Volkfeld) östlich von Volkach und zum südwestlich anschließenden Ratenzgowe (Radenzgau), die beide von den Markgrafen von Schweinfurt beherrscht wurden. Daneben hatte das Gebiet Anteil am Iffgau um Scheinfeld und am Ehegau bei Sugenheim. Die heutigen Grenzen des Steigerwaldes wurden durch die Veränderungen nach dem Verschwinden der alten Gaue im 14. Jahrhundert geprägt. Im Jahr 1317 wurde dokumentiert, dass die Burg Ebersberg bei Zell und der Großbach-Wald bei Hombeer Teil des Steigerwaldes waren. Ein bemerkenswertes Jahr, in dem die gegenwärtigen Grenzen des Steigerwaldes erstmals in einer Urkunde festgehalten wurden, war 1575 während der Verhandlungen des Reichskammergerichts in Speyer. Die definierten Grenzen des Steigerwaldes erstreckten sich dabei „vom Zabelstein den Grund hinauf bis nach Sand, dann den Main hinauf bis nach Bamberg; von da das Gehölz hinauf bis an den Eisch-Grund, diesen hinauf bis gen newen Hoff (Neustadt an der Aisch). Von dort setzte sich die Linie bis Yphofen fort, von da bis Castell und weiter bis zum Zabelstein“. Diese Grenzen bildeten auch die Grundlage für die fränkische Reichsritterschaft, als sie dem Steigerwaldgebiet gegen Ende des 15. Jahrhunderts den Status eines Kantons verlieh. Im Jahr 1801 beschrieb Bundschuh den Verlauf des Steigerwaldes folgendermaßen: „Der Steigerwald hebt am linken Ufer des Mains an, zieht hinauf gegen Bamberg, weiter am linken Ufer der Regnitz entlang bis zum Punkt, an dem sich die Aisch in die Regnitz ergießt…“

## Natur und Umwelt

### Bestehende Schutzgebiete

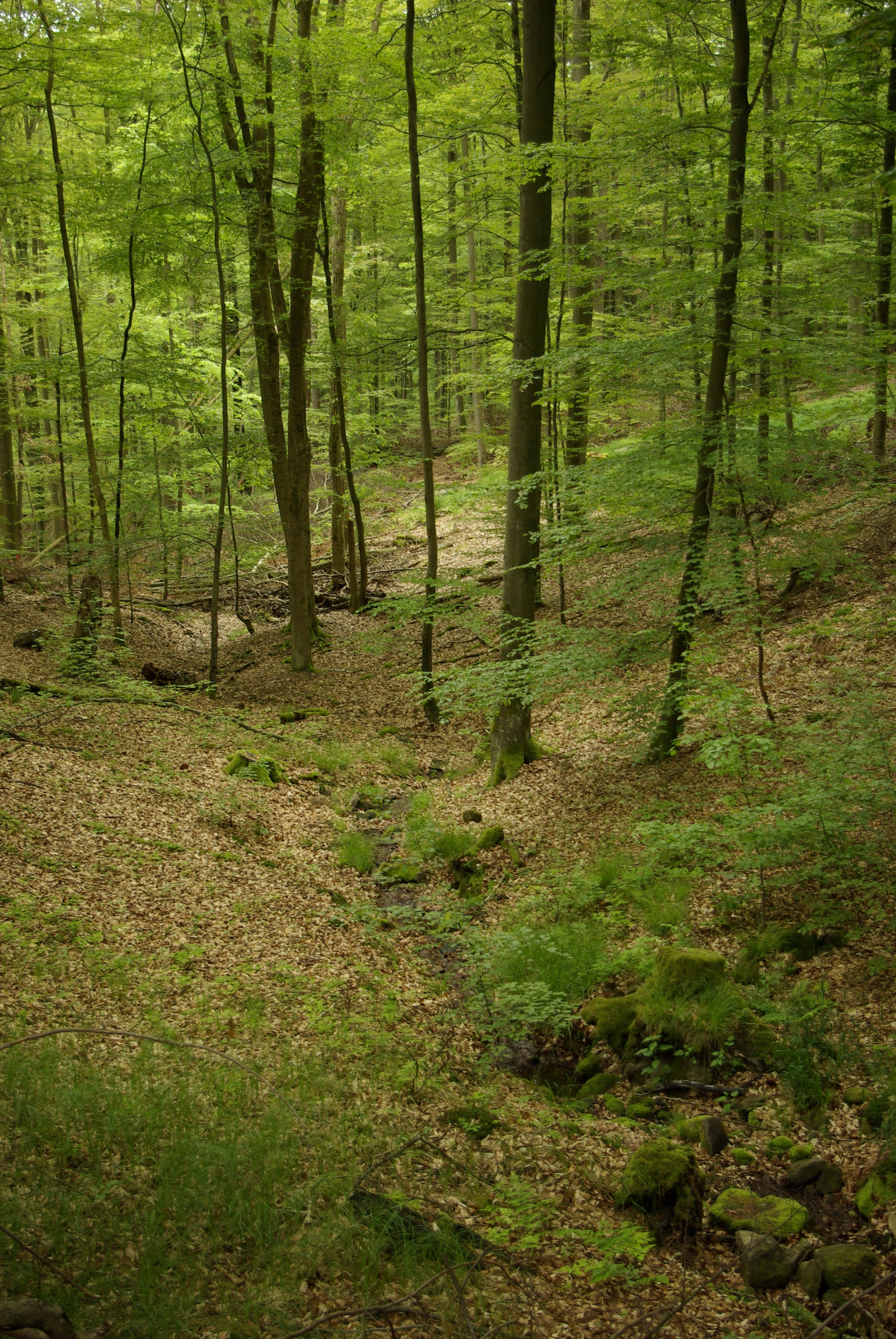
Naturschutzgebiet Naturwaldreservat Brunnstube im Naturpark, gelegen im gemeindefreien Gebiet Ebracher Forst

Seit 1988 gibt es den Naturpark Steigerwald, dessen Ausdehnung sich relativ eng an die Grenzen des namensgebenden Naturraums orientiert. Die in die Regierungsbezirke von Ober-, Unter- und Mittelfranken, sprich in die Landkreise Schweinfurt, Hassfurt, Bamberg, Kitzingen, Neustadt a.d. Aisch-Bad Windsheim und Erlangen-Höchstadt hineinreichende Naturparkfläche umfasst rund 1.280 km². Ca. 675 km² des Naturparks sind als Landschaftsschutzgebiet ausgewiesen. 512,7 km², was in etwa 40 % des Gebiets ausmacht, werden von Wald eingenommen. Mit Blick auf die Besitzverhältnisse verteilen sich die Waldflächen wie folgt: Staatswald 175,9 km², Bundeswald 0,8 km², Körperschaftswald 145,5 km² und Privatwald 190,4 km². In den Städten und Gemeinden des Naturparks wohnen ca. 79.700 Einwohner, das entspricht rund 62 Einwohner je km². Der Raum ist damit sehr dünn besiedelt. Der Naturpark Steigerwald wurde gegründet um Maßnahmen des Naturschutzes, insbesondere Schutz und Pflege der Pflanzen- und Tierwelt, durchzuführen und zu fördern, sowie die Vielfalt, Eigenart und Schönheit des Landschaftsbildes für die Allgemeinheit zu bewahren und schließlich die Erholung im Naturpark zu fördern. Des Weiteren bestehen unter anderem die FFH-Gebiete 6029-371 Buchenwälder und Wiesentäler des Nordsteigerwalds und 6327-371 Vorderer Steigerwald mit Schwanberg sowie die Europäischen Vogelschutzgebiete 6029-471 Oberer Steigerwald und 6327-471 Südlicher Steigerwald. Kleinflächig gibt es einige bedeutende Naturschutzgebiete wie z. B. das Weilersbachtal, Gräfholz und Dachsberge, Spitalgrund-Oberes Volkachtal, Naturwaldreservat Brunnstube, Naturwaldreservat Waldhaus mit Feuchtbereich im Handthalgrund, Halbtrockenrasen am Schwanberg, Dolinen im Mahlholz, Hutung am Gigert, Naturwaldreservat Zwerchstück. Ebenfalls kleinflächig gibt es eine große Vielzahl von geschützten Landschaftsbestandteilen wie z. B. Beerberg-Südhang oder die Klosterwiese bei Neuhaus. Überregional bekannt ist der mit knapp 850 Hektar zu den größten Waldschutzgebieten Bayerns gehörende Naturwald Knetzberg-Böhlgrund, der als Konsequenz aus dem Bienen Volksbegehren im Nordsteigerwald 2020 als Naturwald ausgewiesen wurde. Ebenfalls sehr bekannt ist der Naturwald Kleingengelein. Hier befinden sich wohl der älteste Buchenwaldbestand Deutschlands. Außerdem befindet sich dort eine der größten Brutkolonien der Hohltaube in Zentraleuropa. Von hoher ökologischer Bedeutung sind außerdem die Naturwälder Waldhaus und Brunnstube. Sie gehören zu den am besten und häufigsten untersuchten Waldschutzgebieten Bayerns.

### Geplanter Nationalpark Steigerwald
Bereits der langjährige Tierarzt, Verhaltensforscher, Naturschützer und Direktor des Frankfurter Zoos Bernhard Grzimek setzte sich für ein Großschutzgebiet im Steigerwald ein. Dank seiner Unterstützung gelang es dem Bund Naturschutz im Jahre 1971 ein Kleinod am Rande des Steigerwaldes zu retten. Dieses Gebiet befindet sich im heutigen Naturschutzgebiet Spitalgrund. An die Öffentlichkeit kam die Idee eines Nationalparks im März 2007, als der Bund Naturschutz den Hohen Buchener Wald im Nordsteigerwald eine hohe Qualität bescheinigte und die Möglichkeit sah, diesen für das Auswahlverfahren zum Titel Weltnaturerbe anzumelden. Bereits kurze Zeit später formten sich jeweils pro und contra Interessengemeinschaften bzw. Verbände wie z. B. der Verein Nationalpark Steigerwald, Freundeskreis Nationalpark Steigerwald oder die Gegnerseite Unser Steigerwald.
Im Jahre 2009 lehnte der Bayerische Landtag um den CSU Abgeordneten Otto Hünnerkopf eine Machbarkeitsstudie für einen Nationalpark Steigerwald mit der Begründung ab: „Für ein Haus, das man nicht wolle, müsse man keinen Plan erstellen“. Die Studie sollte unter Einbeziehung der örtlichen Bevölkerung neben einer Eignung als Naturschutzgebiet auch die Vor- und Nachteile für die regionale Wirtschaft und den Tourismus bewerten. Im Oktober 2009 eröffnete der Freundeskreis Nationalpark Steigerwald ein Informationsbüro. Mit diesem Büro sollte die breite Öffentlichkeit über einen möglichen Nationalpark und dessen Vor- und Nachteile aufgeklärt werden. Im Januar 2011 starteten beide Seiten eine großangelegte Unterschriftenaktionen, die anschließend an den bayerischen Ministerpräsidenten übergeben worden sind. Die pro Seite schaffte es zu insgesamt 30.000 Unterschriften, die Nationalparkgegner sammelten 27.000 Unterschriften. Anschließend legten die Grünen eine Studie vor, die besagt, dass die durch eine Ausweisung eines Nationalparkes wegfallenden Arbeitsplätze in der Forstwirtschaft durch die Gründung eines Nationalparkes aufgefangen werden, außerdem werden in der Tourismusbranche weitere Arbeitsplätze geschaffen.
2012 lehnte die bayerische Staatsregierung die Pläne eines Nationalparkes vorläufig mit der Begründung ab, dass die breite Öffentlichkeit nicht hinter diesem Projekt steht. Anschließend lag der Fokus der Naturschutzverbände auf die Ausweisung eines Großschutzgebietes im hohen Buchener Wald. Im Mai 2014 kam erneut die Diskussion um einen möglichen Nationalpark auf, da die Landtagsabgeordnete Kathi Petersen eine Machbarkeitsstudie für einen NP Steigerwald forderte. Im Juni 2015 forderten die Fraktionen der SPD und Grünen im Bayerischen Landtag erneut auf eine Machbarkeitsstudie zu einem möglichen Nationalpark Steigerwald durchzuführen. CSU und Freie Wähler lehnen einen Nationalpark ab und verhinderten in der Abstimmung im Umweltausschuss die Studie. 2017 wurde die Initiative „Faire Chance für den Steigerwald“ – Eine Allianz aus Kommunalpolitikern und Vertretern der lokalen Wirtschaft gegründet. Bis Jahresmitte erreicht die Initiative über 200 Unterstützer.
Im Jahr 2020 entwickelte sich die Nationalpark Diskussion rasant weiter. Im Juni 2020 wies die Staatsregierung einen ca. 850 Hektar großen Naturwald im Böhlgrund aus. Naturschützer freuten sich über diesen Teilerfolg. Gegner des Nationalparks sehen in ihm einen Kompromiss der nun seit einigen Jahren anhaltenden Diskussionen über einen möglichen Nationalpark. Im August wurde das Nationalparkbündnis „Steigi bleibt“ gegründet. Hierbei handelt es sich um ein Bündnis aus ober-, unter- und mittelfränkischen sozial-ökologischen Vereinigungen und vielen Menschen aus der Steigerwald-Region. Im Dezember wies die Staatsregierung weitere kleine Waldschutzgebiete zwischen 0,1 und 30 Hektar im nördlichen Steigerwald aus.
Im Jahr 2023 sorgte eine Studie von Hans Knapp, einem renommierten Experten für Buchenwälder und Nationalparks, für Aufsehen. In seiner Studie unterstrich er die hohe Bedeutung der unzerschnittenen Buchenwälder im Nordsteigerwald. Die Studie legt außerdem dar, dass der Steigerwald alle rechtlichen und ökologischen Kriterien für die Ausweisung eines Nationalparks erfüllt. Ein Nationalpark würde die Verteilung der Nationalparks in Bayern verbessern, da die beiden bestehenden im Süden des Landes liegen. Gleichzeitig würde dieser Nationalpark einen Beitrag zur Erhaltung des Naturerbes europäischer Buchenwälder leisten und internationale Verpflichtungen im Rahmen der Natürlichen Waldentwicklung erfüllen. Laut dieser Studie hätte die Ausweisung als Nationalpark positive Auswirkungen auf die Regionalentwicklung, da mit deutlich höheren Einnahmen im Tourismus gerechnet werden kann. Dies würde den Bekanntheitsgrad und die Attraktivität der Region erhöhen. Auch das Handwerk sowie andere Gewerbe könnten von höheren Umsätzen profitieren. Im Hinblick auf den Klimawandel hätte der Nationalpark Vorteile, da eine Stilllegung der Flächen die ökologischen Funktionen der Waldökosysteme sichern, ihre Resilienz stärken und die Anpassung an den Klimawandel ermöglichen würde. Zusätzlich ist auch mit einer erhöhten Nachfrage nach regionalen Bioprodukten zu rechnen. Der Betrieb des Baumwipfelpfades in Ebrach könnte durch steigende Tourismuszahlen kostendeckend betrieben werden. Das große Nationalparkpotenzial besteht vor allem aufgrund der großen zusammenhängenden Flächen sowie der geringen Zerschneidung und der Naturnähe der Wälder. Die Buchenwälder im Nordsteigerwald sind ein Hotspot der biologischen Vielfalt.
Das Nationalpark-Bündnis wurde mit dem Ziel gegründet, die Einrichtung eines Nationalparks im Steigerwald voranzutreiben. Zu den Mitgliedern dieses Bündnisses gehören unter anderem der Bund Naturschutz, der Verein Nationalpark Steigerwald, der Landesbund für Vogelschutz (LBV), die Naturfreunde Bayern, Greenpeace, die Gregor Louisoder Umweltstiftung sowie die Zoologische Gesellschaft Frankfurt. Politisch wird das Projekt vor allem von den Grünen in Bayern sowie von SPD und FDP unterstützt. Dagegen sind vor allem weite Teile der CSU sowie die Freien Wähler skeptisch oder ablehnend gegenüber dem Nationalpark im Steigerwald eingestellt.
Die erste repräsentative Umfrage zum Thema Nationalpark Steigerwald datiert aus dem Jahr 2014. Laut dieser Umfrage steht die Mehrheit der Menschen in den angrenzenden Städten hinter dem Nationalpark. In den Kreisen lagen die Umfragewerte bei etwa 38 %. Im Dezember 2016 beauftragten der BUND Naturschutz in Bayern (BN), der WWF Deutschland und der Landesbund für Vogelschutz (LBV) eine TNS Emnid-Umfrage. Mehr als zwei Drittel der örtlichen Bevölkerung unterstützen das Projekt. Im Januar 2021 veröffentlichte die Grüne Fraktion Bayern eine repräsentative Umfrage zum möglichen Nationalpark im Steigerwald. Laut dieser Umfrage befürworten insgesamt mehr als zwei Drittel der Befragten die Umwandlung eines Teils des Naturparks in einen Nationalpark. Eine im Jahr 2023 veröffentlichte Umfrage unterstrich mit einer Zustimmung von 73 %, dass ein großes Interesse an einem Nationalpark im Steigerwald besteht.

### Der Hohe Buchener Wald
→ Hauptartikel: Der Hohe Buchene Wald im Ebracher Forst
Bereits 2006 wurde das im Ebracher Forst gelegene ca. 775 Hektar große Waldstück als ökologisch wertvoll und besonders schutzwürdig vom Bund Naturschutz eingestuft. Analog zur Nationalparkdiskussion entwarf der Bund Naturschutz im Jahre 2012 den Plan eines Mini-Nationalparkes im Ebracher Forst um dem Ziel Weltnaturerbe ein Stück näher zu kommen. Die Pläne stießen bei Forstwirten und angrenzenden Waldbesitzern auf erhebliche Kritik. Das Bamberger Landratsamt und der Bund Naturschutz standen trotz der Kritik hinter diesem Großprojekt. Im Jahre 2013 plädierte auch der Haßberger Landrat Rudolf Handwerker für die Ausweisung des Schutzgebietes. Im April 2014 wies der damalige Landrat Günther Denzler kurz vor Ende seiner Amtszeit ca. 775 Hektar des Hohen Buchener Waldes im Ebracher Forst als Waldschutzgebiet aus. Im März 2015 segnete der bayerische Landtag ein Gesetz ab, dass Schutzgebiete ab 10 Hektar nur noch von der Bezirksregierung angeordnet werden dürfen. Dieses Gesetz soll auch auf bestehende Schutzgebiete rückwirkend gelten. Bereits im Mai 2015 kündigt die Bezirksregierung Oberfranken an gegen das Waldschutzgebiet im Steigerwald vorzugehen. Der Bund Naturschutz kündigte derweilen an, notfalls bis vor das Bundesverfassungsgericht zu ziehen, damit das Schutzgebiet bestehen bleibt. Im Juni 2015 wurde das Waldschutzgebiet aufgelöst. Kurze Zeit später klagte der Bund Naturschutz gegen die Aufhebung des Schutzgebietes im Hohe Buchener Wald. Die Klagen wurden von den zuständigen Gerichten abgelehnt.

### Flora und Fauna
Der Nördliche Steigerwald beherbergt eine vielfältige Tier- und Pflanzenwelt mit etwa 108 Vogelarten, darunter Mittelspecht, Zwergschnäpper, Halsbandschnäpper, Rotmilan und Sperlingskauz. Besonders beeindruckend sind die über 300 Reviere des Mittelspechts. Weitere bedeutsame Vogelarten sind Wespenbussard, Baumfalke, Habicht, Schwarzspecht, Raufußkauz, Grauspecht, Grünspecht, Kleinspecht, Waldschnepfe, Dohle, Kolkrabe und Hohltaube. Ein besonderes Merkmal ist der Buchenbestand „Kleinengelein“ im Wustvieler Forst, in dem Zwerg-, Halsband-, Trauer- und Grauschnäpper gemeinsam vorkommen. In den letzten Jahren hat sich auch der Schwarzstorch wieder im Gebiet angesiedelt. Zusätzlich beheimatet der Nördliche Steigerwald bedeutende Fledermausarten wie die Bechsteinfledermaus, die Große Bartfledermaus, den Kleinen Abendsegler und die Mopsfledermaus. Es gibt auch Kolonien des Großen Mausohrs, das die umliegenden Wälder als Jagdgebiet nutzt. Die Totholzkäfervielfalt ist mit über 518 Arten beeindruckend, darunter 7 Urwaldreliktarten wie der Eremit Osmoderma eremita. Auch seltene Schnellkäferarten wie Ampedus brunnicornis sind zu finden. Der Nördliche Steigerwald ist außerdem Heimat für Amphibienarten wie den Feuersalamander, die Gelbbauchunke, den Kammmolch, den Springfrosch und den Laubfrosch. In den alten Buchenwälder leben auch seltene Schneckenarten. Ein Glanzpunkt ist die regelmäßige Sichtung der Wildkatze, deren Bestand auf ein Auswilderungsprogramm in den 1980er Jahren zurückgeht. Die alten und totholzreichen Bestände beherbergen viele seltene und gefährdete Pilzarten, darunter auch Arten mit niedrigen Fortpflanzungsraten und geringem Ausbreitungsvermögen.

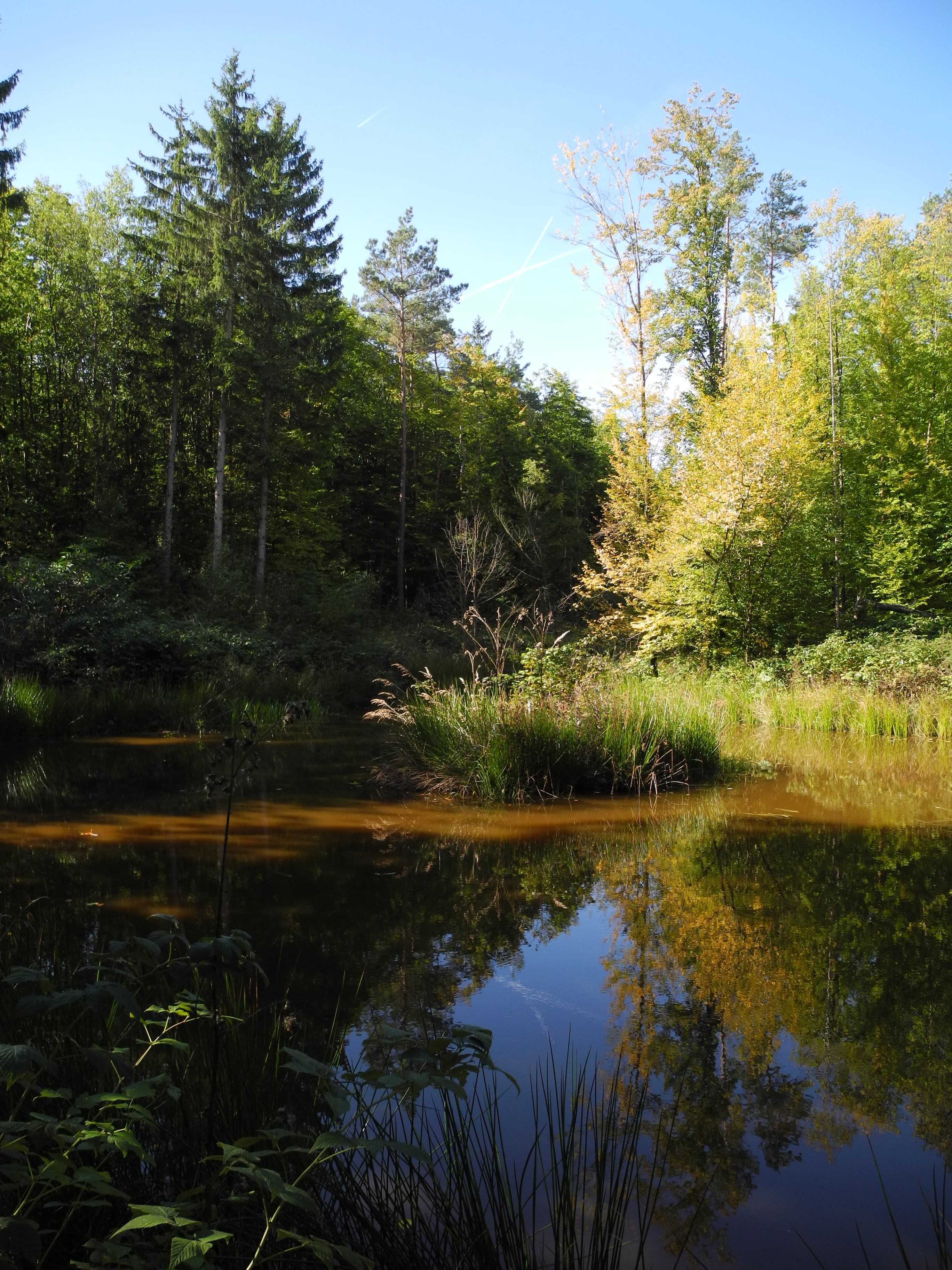
Naturpark Steigerwald, der Birkensee auf dem Schwanberg

## Klima
Das Klima im Steigerwaldvorlandes ist wie im angrenzenden Maintal mild, die Jahresniederschläge sind aufgrund der Staulage am Fuß des Steigerwaldtraufs mit ca. 650 mm im Vergleich zu den westlich angrenzenden Gäulandschaften vergleichsweise hoch. Im Hohen Steigerwald sind Regenmengen von ca. 850 mm zu erwarten. Nach Osten hin nimmt der Niederschlag bis auf ca. 600 mm im Regnitztal ab. Durch kontinentale Einflüsse gibt es sehr warme Sommer und recht kalte Winter. Es gibt Schneefallhöhen bis zu 25 cm und der Schnee kann sich auch über einen längeren Zeitraum halten.
Niederschlag
vieljährige Mittelwerte 1981–2010
| Ort              | Region             | Höhe der Station | Durch. Regenmenge im Jahr in Liter |
| ---------------- | ------------------ | ---------------- | ---------------------------------- |
| Fatschenbrunn    | Nordsteigerwald    | 426 m            | 852                                |
| Ebrach           | Nordsteigerwald    | 346,m            | 809                                |
| Rauhenebrach     | Nordsteigerwald    | 365 m            | 792                                |
| Geiselwind       | Nordsteigerwald    | 351 m            | 760                                |
| Michelau         | Nordsteigerwald    | 375 m            | 741                                |
| Rauschenberg     | Südsteigerwald     | 347 m            | 739                                |
| Eggolsheim       | Südsteigerwald     | 266 m            | 737                                |
| Birkach          | Südsteigerwald     | 402 m            | 737                                |
| Hohnsberg        | Nordsteigerwald    | 410 m            | 730                                |
| Markt Bibart     | Südsteigerwald     | 317 m            | 721                                |
| Unternesselbach  | Südsteigerwald     | 318 m            | 713                                |
| Schlüsselfeld    | Nordsteigerwald    | 290 m            | 713                                |
| Knetzgau         | Steigerwaldvorland | 267 m            | 698                                |
| Prichsenstadt    | Steigerwaldvorland | 261 m            | 689                                |
| Frensdorf        | Steigerwaldvorland | 263 m            | 686                                |
| Markt Einersheim | Steigerwaldvorland | 291 m            | 676                                |
| Sugenheim        | Südsteigerwald     | 313 m            | 670                                |
| Oberharnsbach    | Steigerwaldvorland | 261 m            | 643                                |
| Castell          | Steigerwaldvorland | 403 m            | 639                                |
| Bad Windsheim    | Steigerwaldvorland | 310 m            | 634                                |

## Kultur

### Bierkultur
In der Region hat sich eine Bierbrautradition entwickelt. Eine Vielzahl kleiner Brauereien hat sich bis heute erhalten. Wie in vielen anderen Teilen Frankens finden sich daher als Kulturlandschaftselemente auch im Steigerwald zahlreiche Felsenkeller zur Aufbewahrung der regionalen Bierprodukte. Diese meist am Ortsrand gelegenen Bierkeller sind heute als Ausschank mit Essensausgabe gern besuchte Ausflugsziele.
Bekannte Brauereien
- Brauerei Loscher
- Brauerei Hofmann

### Weinbaukultur

#### Geschichte
Weinkennern ist der Steigerwald durch die Frankenweine bekannt, welche seit 918 im Westen der Region angebaut werden. Steigerwald liegt im Osten des Fränkischen Weinanbaugebietes und umfasst über 1.500 Hektar Rebfläche. Dazu zählt auch ein Abschnitt des Taubertales im Quellgebiet der Tauber bei Rothenburg. Als Bodentyp herrscht wärmespeichernder Gipskeuper vor. Schichten dieser Formation werden als „Steigen“ (deshalb Steigerwald) benannt. Es handelt sich um die höchstgelegenen fränkischen Weinberge bis nahezu 400 Meter Seehöhe. Häufigste Sorten sind Müller-Thurgau mit 35 %, Silvaner und Bacchus. Der Bereich ist in die neun Großlagen Burgberg, Burgweg, Herrenberg, Kapellenberg, Schild, Schloßberg, Schloßstück, Steige und Zabelstein gegliedert. Alberich Degen (1625–1686) war Abt im Zisterzienserkloster Ebrach. Er soll im 17. Jahrhundert die ersten Silvanerreben aus Österreich nach Franken gebracht haben – ein bis heute besonderes Verdienst für den fränkischen Weinbau. Sein Grab befindet sich in der ehemaligen Klosterkirche in Ebrach.

#### Bekannte Weinberge
- Stollberg
- Herrschaftsberg
- Bullenheimer Berg
- Schwanberg
- Friedrichsberg
- Geisberg
- Kiliansberg
- Wachhügel
- Zabelstein
- Altenberg

#### Bekannte Weinorte
- Abtswind
- Castell
- Wiesenbronn
- Großlangheim
- Oberschwarzach
- Volkach
- Ippesheim
- Bullenheim
- Hüttenheim
- Handthal
- Gerolzhofen
- Castell
- Rödelsee
- Iphofen

#### Bocksbeutelstraße
Die Bocksbeutelstraße ist eine Ferienstraße in Weinfranken. Sie gehört zu den deutschen Weinstraßen und ist nach dem für Frankenwein typischen Behältnis Bocksbeutel benannt. Die Route besteht aus einem größeren Teil, der das Kernland des fränkischen Weingebiets erschließt, der Unterfränkischen Bocksbeutelstraße und der weit kleineren Mittelfränkischen Bocksbeutelstraße.
Mittelfränkische Bocksbeutelstraße
Die Mittelfränkischen Bocksbeutelstraße liegt im Süden des Naturparks Steigerwald. Im östlichen Teil der Mittelfränkischen Bocksbeutelstraße schließt der Naturpark Frankenhöhe an, der ein Gebiet von ca. 1100 m² umfasst. Der größte Teil der Mittelfränkischen Bocksbeutelstraße liegt im Landkreis Neustadt a.d.Aisch-Bad Windsheim, lediglich die Rebflächen um Tauberzell und Rothenburg o.d.Tauber im Süden der Mittelfränkischen Bocksbeutelstraße gehören zum Landkreis Ansbach.
Der Silvaner, der schon im 17. Jahrhundert nach Franken kam, ist das Aushängeschild der Region. Er ist neben dem Müller-Thurgau die Hauptrebsorte an der Mittelfränkischen Bocksbeutelstraße. Insgesamt ist über 80 Prozent der Rebfläche in Franken mit Weißweinsorten besetzt, 26 % entfallen auf Müller-Thurgau, 24 % auf Silvaner und 12 % auf Bacchus.
Aber darüber hinwaus bringen die Winzer auch in kleineren Anbaumengen ein vielseitiges und spannendes Rebsortenspekturm hervor. In den letzten Jahren haben es zum Beispiel auch Chardonnay- oder Rieslingweine von der Mittelfränkischen Bocksbeutelstraße zu hohen Auszeichnungen gebracht.

### Bauwerke

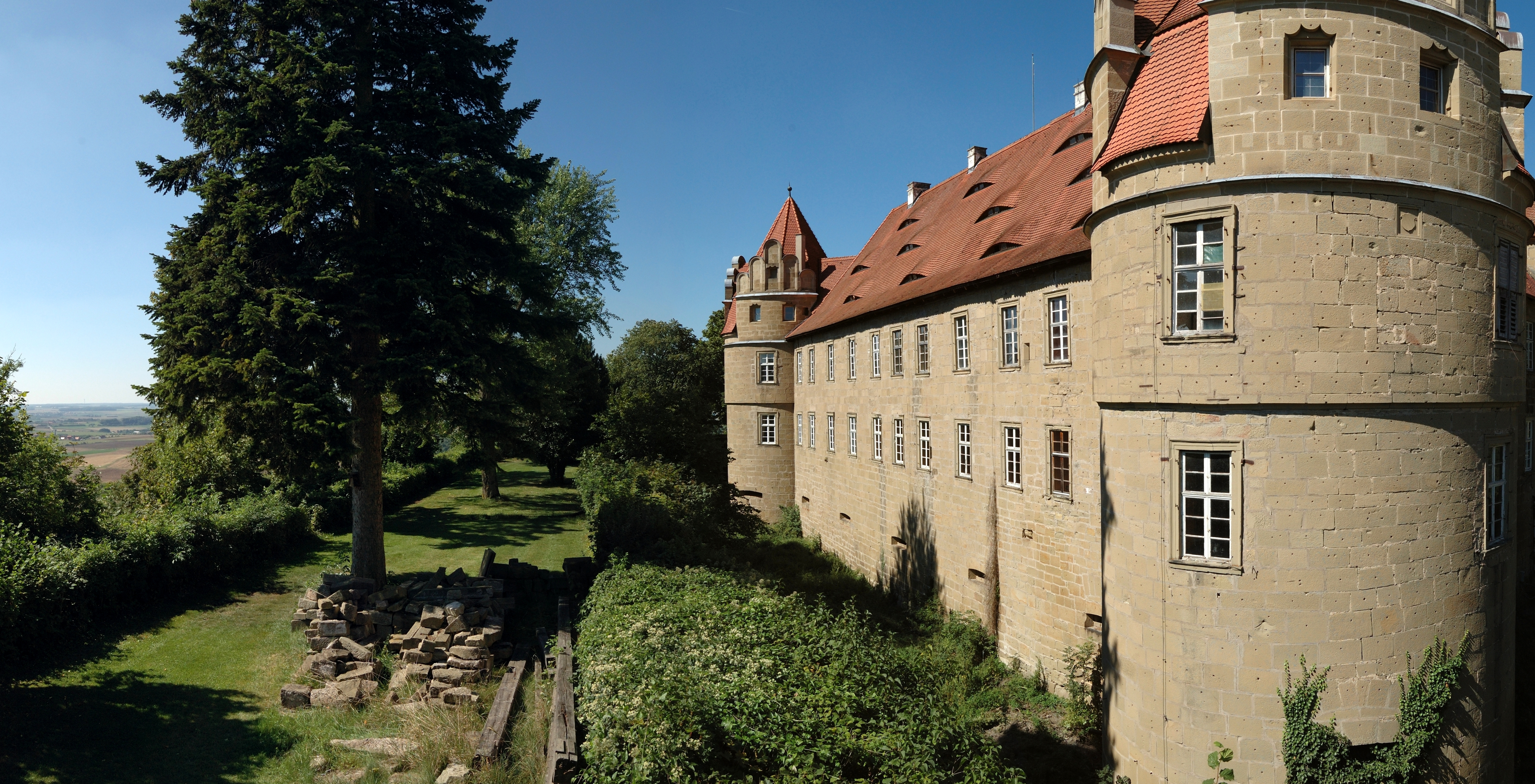
Schloss Frankenberg

| Bezeichnung                     | Kategorie | Ort            |
| ------------------------------- | --------- | -------------- |
| Burgruine Hohenlandsberg        | Ruine     | Weigenheim     |
| Burgruine Stollburg             | Ruine     | Handthal       |
| Schloss Burghaslach             | Schloss   | Burghaslach    |
| Schloss Schwanberg              | Schloss   | Schwanberg     |
| Schloss Schwarzenberg           | Schloss   | Scheinfeld     |
| Burgruine Zabelstein            | Ruine     | Donnersdorf    |
| Julius-Echter-Schloss           | Schloss   | Oberschwarzach |
| Kirchenburganlage Donnersdorf   | Ruine     | Donnersdorf    |
| Schloss Sulzheim                | Schloss   | Sulzheim       |
| Schloss Traustadt               | Schloss   | Donnersdorf    |
| Burgstall Altenspeckfeld        | Ruine     | Markt Bibart   |
| Burgruine Schauerberg           | Ruine     | Emskirchen     |
| Burgruine Hinterfrankenberg     | Ruine     | Weigenheim     |
| Ruine Scharfeneck               | Ruine     | Oberscheinfeld |
| Wasserschloss Dutzenthal        | Schloss   | Sugenheim      |
| Schloss Breitenlohe             | Schloss   | Breitenlohe    |
| Schloss Frankenberg             | Schloss   | Weigenheim     |
| Burgruine Hohenkottenheim       | Ruine     | Markt Nordheim |
| Burgstall Oberschloss (Castell) | Ruine     | Castell        |

### Museen
- Fränkisches Freilandmuseum Bad Windsheim
- Murrmann-Museum in Geiselwind Ortsgeschichte, Post-, Feuerwehr- und Schulgeschichte, alte Handwerkstechniken, Einrichtungsgegenstände, Milchverarbeitung und Butterherstellung.
- Museum Kaulfuss in Abtswind Firmenmuseum des Abtswinder Kräuter-Gewürz-Teeladens. Anbau und Verarbeitung der verschiedenen Gewürz- und Heilpflanzen, Tee- und Kaffeesorten. Sammlung von Samowaren.
- Archäologie-Museum im Fränkischen Freilandmuseum Bad Windsheim
- Archäologisches Fenster Bad Windsheim
- Reichsstadtmuseum im Ochsenhof reichhaltiges Heimatmuseum mit jährlich wechselnden Sonderausstellungen.
- Fahrradmuseum Hüttenheim In einer umgebauten Scheune werden auf zwei Stockwerken Fahrräder und Zubehör aus der fast 200-jährigen Geschichte des Fahrrads gezeigt.
- Heimat- und Handwerkermuseum in Ippesheim Werkzeuge, Gerätschaften und Gebrauchsgegenstände aus der Welt von Handwerk, Weinbau und Landwirtschaft.
- „Ippsi“ im Museumsraum in Ippesheim Prähistorische Sammlung und Informationen zu Funden aus der Gegend um Ippesheim.

### Aussichtspunkte
- Aussichtspunkt Glößberg
- Aussichtspunkt Zabelstein
- Aussichtsturm Iffigheimer Berg
- Aussichtsturm Bullenheim
- Aussichtsplateau auf dem Weigenheimer Kapellberg
- Seinsheimer Aussichtskanzel
- Aussichtsturm Nenzenheim
- Aussichtsplattform am Hüttenheimer Tannenberg[29]
- Aussichtsturm Baumwipfelpfad Steigerwald

## Wirtschaft und Infrastruktur

### Tourismus

#### Allgemeines
Die Region Steigerwald als politischer und touristischer Handlungsraum greift deutlich über die Grenzen des Naturparks Steigerwald hinaus. Wie der Naturpark so hat auch die Region Steigerwald Gebietsanteile in Unter-, Ober- und Mittelfranken bzw. in den Landkreisen Schweinfurt, Hassfurt, Bamberg, Kitzingen, Neustadt a.d. Aisch-Bad Windsheim und Erlangen-Höchstadt. Grundlage für die Abgrenzung der Region Steigerwald bildeten letztlich die Orte, die im Tourismusverband Steigerwald e. V. organisiert sind.
2013 wurde das Netzwerk Steigerwald als ein Leader-Kooperationsprojekt gegründet, mit dem Ziel, Informationen, Aktivitäten und Projekte in der Region zu bündeln, die interne und externe Kommunikation zu fördern, den Informationsaustausch und die Kooperationen der Akteure zu verstärken und zur Imagebildung der Region beizutragen.

#### Statistik
| Ankünfte insgesamt | Veränderung zum Vorjahr in % | Nationale Touristen | Internationale Touristen |
| ------------------ | ---------------------------- | ------------------- | ------------------------ |
| 892.199            | 2,6                          | 724.178             | 168.021                  |

| Übernachtungen insgesamt | Veränderung zum Vorjahr in % | Nationale Touristen | Internationale Touristen |
| ------------------------ | ---------------------------- | ------------------- | ------------------------ |
| 1.950.341                | 2,2                          | 1.663.790           | 286.551                  |

#### Wichtige Tourismusorte
| Ort        | Ankünfte 2017 | Übernachtungen 2017 |
| ---------- | ------------- | ------------------- |
| Geiselwind | 60.012        | 87.987              |
| Ebrach     | 7.780         | 15.934              |

#### Wanderwege
| Name                                                           | Länge gesamt in km | Länge im Steiger- wald in km |
| -------------------------------------------------------------- | ------------------ | ---------------------------- |
| Main-Donau Weg                                                 | 1140               | 48                           |
| Fränkischer Marienweg                                          | 860                |                              |
| Mainwanderweg                                                  | 490                | 45                           |
| Keltenerlebnisweg                                              | 254                | 80                           |
| Steigerwald-Panoramaweg                                        | 161                | 161                          |
| Johann-Ludwig-Klarmann-Weg                                     | 115                | 98                           |
| Rundtour Steigerwald Süd                                       | 111                | 111                          |
| Kunigundenweg                                                  | 110                | 110                          |
| Rundwanderweg an der Aisch-Gründer Bierstraße                  | 104                | 104                          |
| Rundwanderung entlang der Mittelfränkischen Bocksbeutelstrasse | 98                 | 98                           |
| Rund um Bamberg                                                | 91                 | 91                           |
| Steigerwald Süd/Ost                                            | 90                 | 90                           |
| Steigerwälder Jakobsweg                                        | 81                 | 81                           |
| 5 Sterne Rundwanderweg                                         | 74                 | 74                           |
| Südliches Bamberger Land                                       | 61                 | 61                           |
| Drei-Franken-Stein Rundweg                                     | 46                 | 46                           |
| Steigerwald Weinwanderweg                                      | 43                 | 43                           |
| Burgebrach-Gerolzhofen                                         | 32                 | 32                           |

#### Steigerwald-Zentrum
Das Steigerwald-Zentrum soll Nachhaltigkeit und Waldbewirtschaftung erlebbar machen. Der damalige bayerische Forstminister Helmut Brunner beschrieb die Zielsetzung des Zentrums folgendermaßen: „Dieses bundesweite Vorzeigeprojekt zur nachhaltigen und umweltschonenden Waldbewirtschaftung werden wir weiter gemeinsam mit den Bürgerinnen und Bürgern im Steigerwald entwickeln und auf die Beine stellen“. Die Errichtung des Zentrums in Handthal wurde 2011 vom Bayerischen Kabinett beschlossen, der Spatenstich für den Bau erfolgte im September 2012. Die regionale Beteiligung und der zukünftige Unterhalt und Betrieb des Steigerwald-Zentrums erfolgt durch einen Trägerverein. Dieser setzt sich aus Landkreisen, Gemeinden, der Bayerischen Forstverwaltung und den Bayerischen Staatsforsten zusammen und wird durch einen Beirat unterstützt.

#### Baumwipfelpfad Ebrach
Der am 19. März 2016 eröffnete Baumwipfelpfad verläuft auf einer Länge von 1152 m und in einer Höhe über Grund von durchschnittlich 26 m durchgehend barrierefrei. Nach etwa zwei Dritteln des Pfades erreicht man einen sich nach oben öffnenden kelchförmigen, überwiegend aus Holz errichteten Aussichtsturm. Der Pfad an der Außenseite des Turms ermöglicht es, barrierefrei den kreisförmigen Umgang auf oberster Ebene zu erreichen, auf dem man einen Rundumblick über die waldreiche Landschaft des Steigerwaldes hat.

### Verkehr

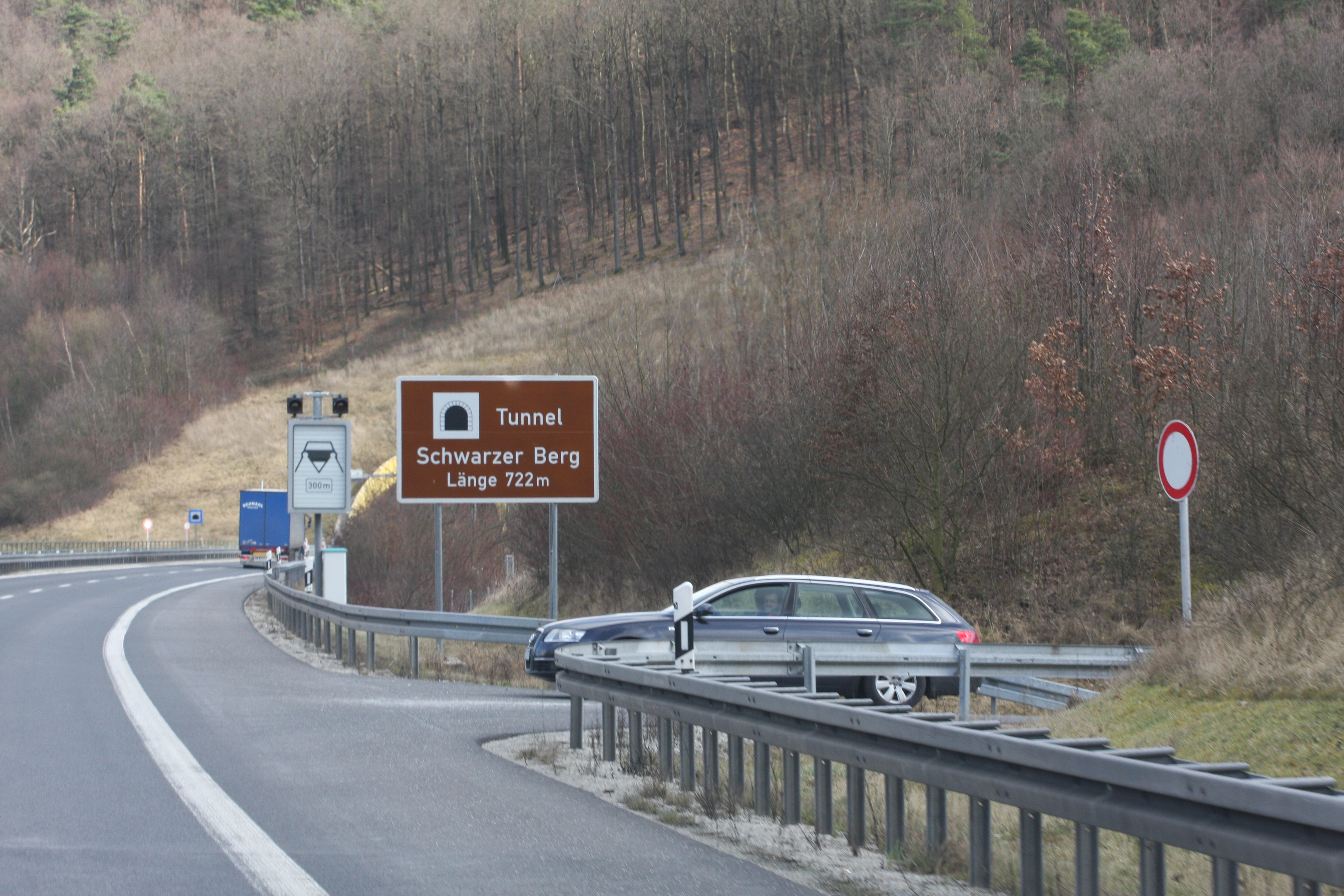
Tunnel Schwarzer Berg der A 70 Schweinfurt–Bamberg durch den nördlichen Steigerwald-Ausläufer

Verkehrstechnisch erschlossen ist der Steigerwald durch die A 70 im Norden, die A 7 im Westen und die A 73 im Osten. Quer durch Gebirge und Naturpark verlaufen die A 3, Hauptverkehrsverbindung zwischen Frankfurt am Main, Würzburg und Nürnberg, die Bundesstraßen 22, 286 und die 8.
Die Bahnstrecke Fürth–Würzburg quert den Steigerwald von Ost nach West. Die Obere Steigerwaldbahn führt aus Osten von Frensdorf in den Steigerwald hinein und endet in Schlüsselfeld. Die Untere Steigerwaldbahn führt von Schweinfurt entlang des Steigerwaldvorlandes nach Kitzingen; sie wurde stillgelegt, eine Reaktivierung wird derzeit diskutiert und geprüft.
Als Touristenroute durchquert die Steigerwald-Höhenstraße den Steigerwald in Nord-Süd-Richtung.

## Filmdokumentation
- Wildes Deutschland: Spessart und Steigerwald. Deutsche TV-Dokumentation (2015) von Marion Pöllmann, 44 Minuten.